# هادي سليمان
هادي سليمان (بالفرنسية: Hedi Slimane )‏ (و. 1968  م) هو مصمم أزياء رفيعة المستوى ‏، ومصور، ومصمم فرنسي من اصول تونسية ، ولد في الدائرة التاسعة عشرة في باريس.

## التعليم
تعلم في كلية اللوفر، وجامعة بانتيون أساس. و في جامعة هافارد

## روابط خارجية
- هادي سليمان على موقع الموسوعة البريطانية (الإنجليزية)
- هادي سليمان على موقع مونزينجر (الألمانية)
- هادي سليمان على موقع ميوزك برينز (الإنجليزية)
- هادي سليمان على موقع ديسكوغز (الإنجليزية)